# 桜 (つくば市)

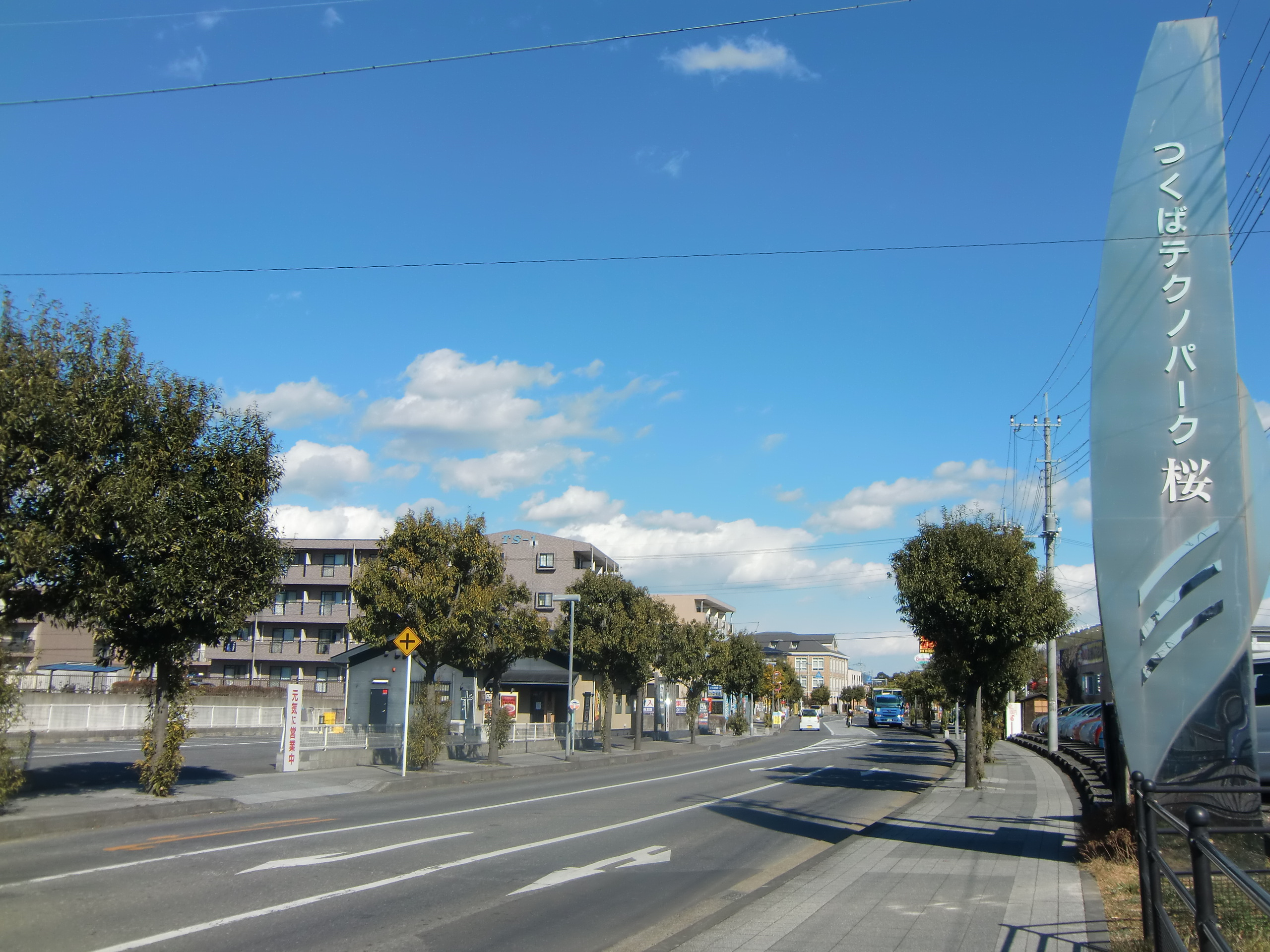
しらかし通り（2012年2月撮影）

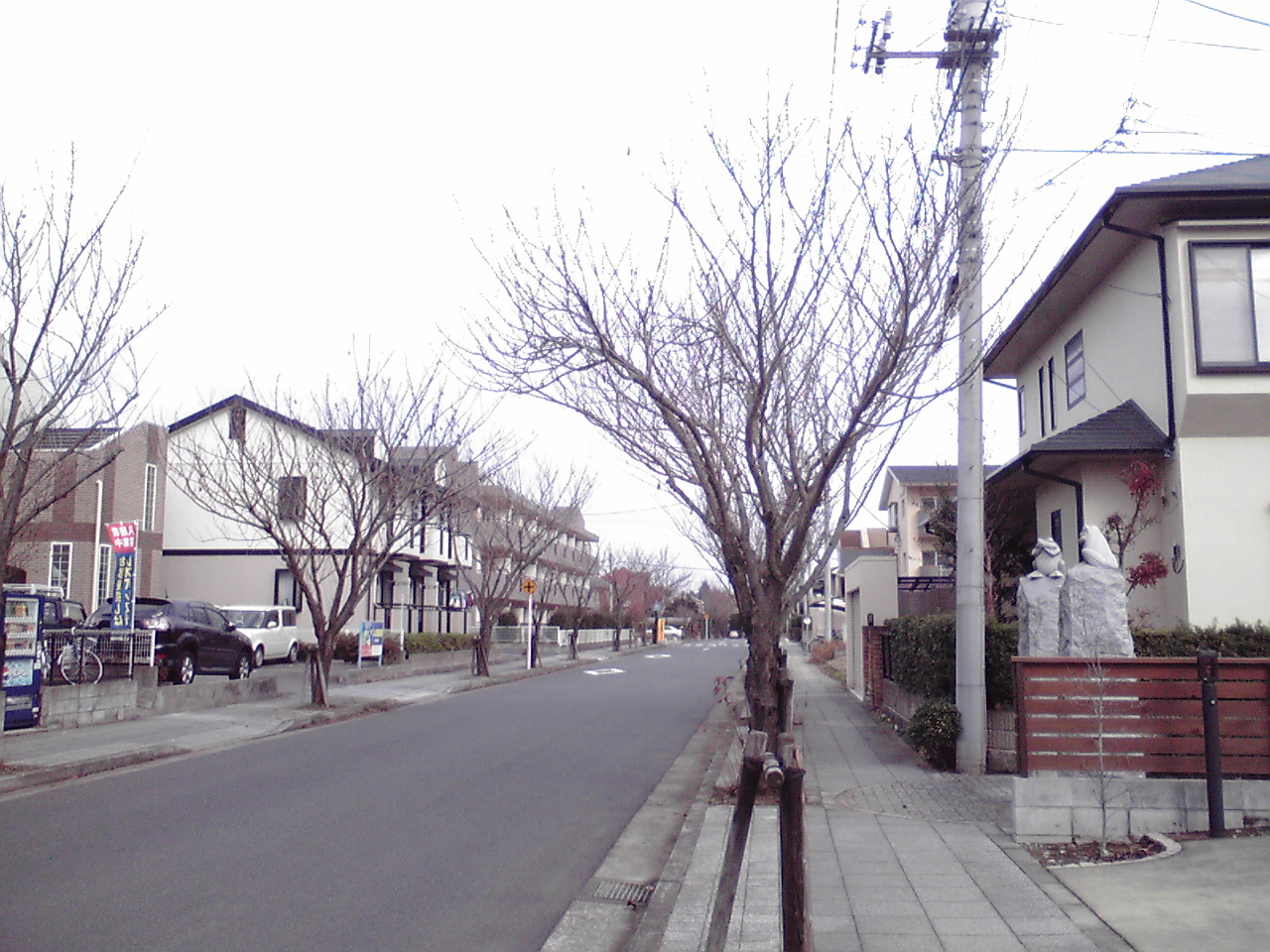
桜通り（桜二丁目）
写真右側にカエルの像がある。このようなカエル像が桜地区の各地に置かれている。

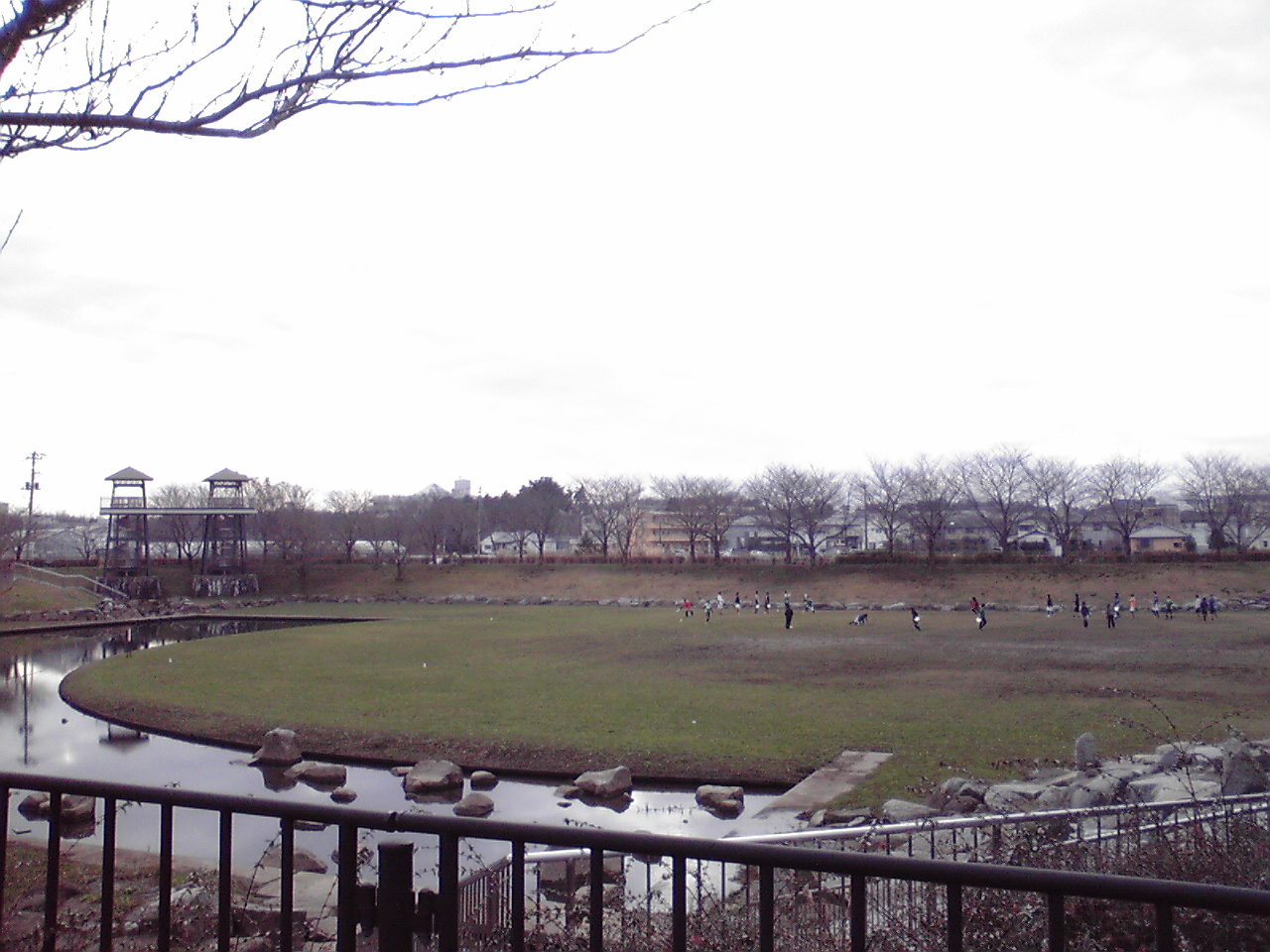
反町の森公園（桜一丁目）

桜（さくら）は、茨城県つくば市の地名。一丁目から三丁目まである。人口は1,800人（2011年8月1日現在、行政区別人口統計表による。つくば市調べ）。郵便番号は305-0003。

## 地理
つくば市東部に位置し、筑波研究学園都市周辺開発地区に位置する。全域が桜柴崎土地区画整理事業として開発されたつくばテクノパーク桜となっており、研究学園地区に近接する。筑波大学の東、首都圏新都市鉄道つくばエクスプレスつくば駅から約3.5kmの位置にある開発事業区域であり、総面積は65.7ha。職住近接を目指した街であるため、地域内にはアパートやマンションが多く、8つの工業系企業が立地する。また、地域内の工業用地は25.4haで、つくば市内にある8つの工業団地の中で総面積に占める工業用地の割合が最も低い。三丁目に物質・材料研究機構桜地区、日本新薬東部創薬研究所がある。
東は上野、西、南は柴崎、北は上野・栗原と接している。

### 地価
住宅地の地価は、2014年（平成26年）1月1日の公示地価によれば、桜2丁目32番8の地点で7万5100円/m2となっている。

## 歴史
1987年（昭和62年）10月5日、概ね農村地帯であった当時の新治郡桜村大字柴崎につくばテクノパーク桜を建設する都市計画事業が決定したことで開発が始まり、つくば市発足後の1989年（平成元年）10月31日に起工式を挙行。桜柴崎土地区画整理事業として実施された開発は、1997年（平成9年）に完了した。
テクノパーク桜の計画人口は3,400人であり、国勢調査によると1995年（平成7年）には485人であった人口が、2000年（平成12年）には2,034人（人口密度は89人/ha）に達し、319.4％もの増加率を示した。

### 沿革
- 1987年（昭和62年）10月5日 新治郡桜村大字柴崎（現:つくば市）に「つくばテクノパーク桜」建設が決定。
- 1988年（昭和63年）5月6日 事業認可[7]。
- 1989年（平成元年）10月31日 起工式。
- 1997年（平成9年） 事業完了。

### 町名の変遷
| 実施後   | 実施年月日               | 実施前（各町名ともその一部）                                                                                         |
| -------- | ------------------------ | --- |
| 桜一丁目 | 1995年（平成7年）9月23日 | 大字柴崎字小田海道・字反町・字谷ツ向・字狭間・字代山・字野中・字遠原・字万観音、大字上野字向原・字遠原               |
| 桜二丁目 | 1995年（平成7年）9月23日 | 大字柴崎字小太郎・字遠原・字小田海道・字谷ツ向、大字上野字向原・字葉栗・字遠原                                       |
| 桜三丁目 | 1995年（平成7年）9月23日 | 大字柴崎字遠原・字万観音、大字上境字庚塚・字馬観音、大字上野字前原・字中塚・字向原・字上塚・字殿山・字清水田・字遠原 |

## 世帯数と人口
2017年（平成29年）8月1日現在の世帯数と人口は以下の通りである。なお、同市内の天久保地区や春日地区と同様に学生が多い地区であるため、実際の世帯数と人口はこれよりも遥かに多い。
| 丁目    | 世帯数    | 人口    |
| ------- | --------- | ------- |
| 桜1丁目 | 269世帯   | 487人   |
| 桜2丁目 | 648世帯   | 1,122人 |
| 桜3丁目 | 264世帯   | 523人   |
| 計      | 1,181世帯 | 2,132人 |

## 小・中学校の学区
市立小・中学校に通う場合、学区は以下の通りとなる。
| 丁目   | 番地 | 小学校     | 中学校   |
| ------ | ---- | ---------- | -------- |
| 一丁目 | 全域 | 栗原小学校 | 桜中学校 |
| 二丁目 | 全域 | 栗原小学校 | 桜中学校 |
| 三丁目 | 全域 | 栗原小学校 | 桜中学校 |

## 交通

### バス
以下の系統が運行されている。
- つくバス
  - 小田シャトル

### 道路
- 茨城県道128号土浦大曽根線
  - 桜地区東部を北西 - 南東方向に貫く一般県道。一丁目・二丁目・三丁目の境界をなす。沿線には、セリアテクノパーク桜店やTAIRAYAつくば桜店などがある。
- しらかし通り
  - 桜地区中央部を北東 - 南西方向に貫くつくば市道。一丁目・二丁目の境界をなす。沿線には、カワチ薬品つくば桜店・カスミテクノパーク桜店・ココステクノパーク桜店などのロードサイド型の商業施設や飲食店が立ち並ぶ。
- 桜通り
  - 桜地区中部を通る環状のつくば市道。一丁目と二丁目を通る。北側（二丁目）は住宅地、南側（一丁目）は都市再生機構 (UR) が所有する開発用地が広がる。

## 施設
一丁目
- 反町の森公園
- 鹿島神社

二丁目
- つくばビジネスカレッジ専門学校

三丁目
- 物質・材料研究機構桜地区

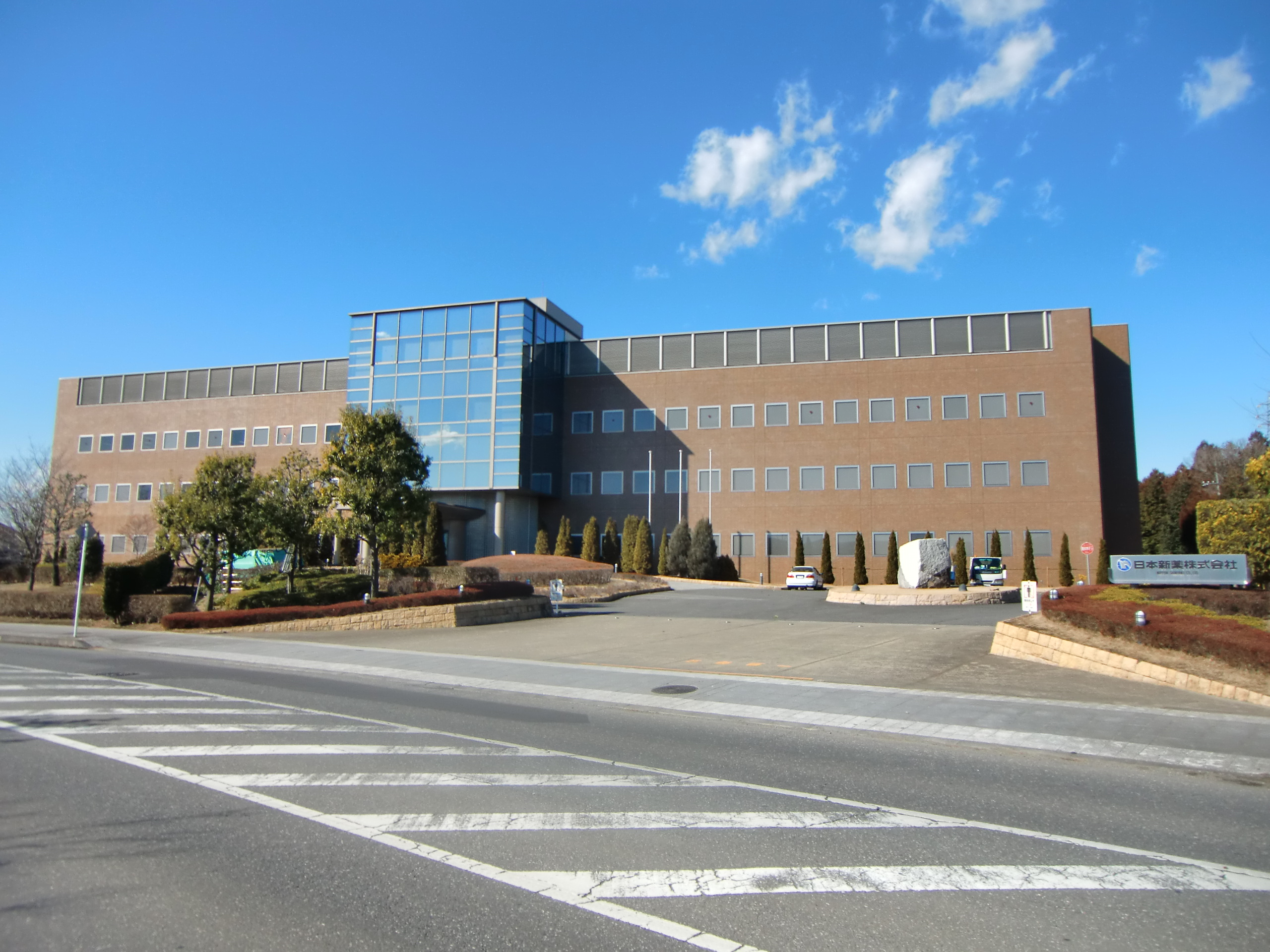
日本新薬東部創薬研究所（分子生物学研究所）・茨城営業所（2012年2月撮影）

- 日本新薬東部創薬研究所（分子生物学研究所）・茨城営業所[10]
- 東京電機本社・工場
- 茨城県営桜アパート[11]